# Sophie Simmons
Sophie Alexandra Tweed-Simmons, född 7 juli 1992 i Los Angeles i Kalifornien, är en amerikansk-kanadensisk sångerska, TV-profil, barnadvokat och modell. Hon är dotter till Kiss-basisten Gene Simmons och Shannon Tweed samt yngre syster till Nick Simmons.